# Mirza Hossein Khan Mochir-od-Dowleh
 (juillet 2018).
Mirza Hossein Khan Mochir-od-Dowleh Sepahsalar (en persan : میرزا حسین خان مشیرالدوله سپهسالار), né en 1828 et mort en 1881, fut Premier ministre de Perse durant la dynastie Kadjar sous le règne de Nassereddine Chah entre 1871 et 1873.

## Biographie

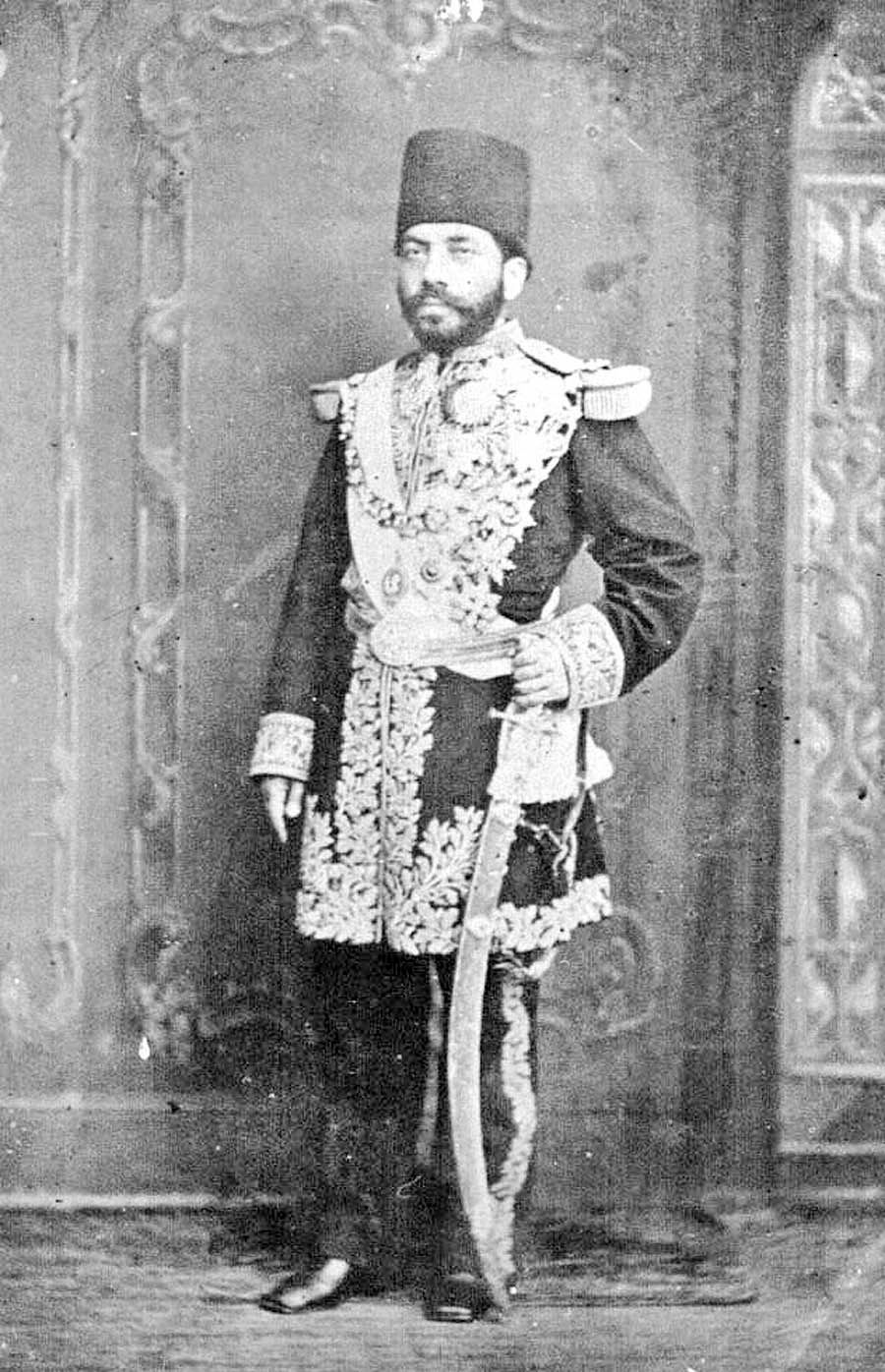
Mirza Hossein Khan.

Après une carrière réussie dans le corps diplomatique iranien, ayant notamment servi à Tiflis, Mirza Hossein Khan fut nommé ambassadeur à Constantinople pendant la période de grandes réformes que connut l'Empire ottoman après 1856. Il semble avoir été influencé par au moins deux penseurs réformateurs : Mirza Fatali Akhundov, qu'il connut bien à Tiflis, et Mirza Malkom Khan, qu'il rencontra à Constantinople.
Lorsqu'il devint Premier ministre, il persuada le shah d'octroyer une concession au baron Paul Julius Reuter qui donnait à ce dernier l'exclusivité de la construction de lignes de chemin de fer et de tramway, l'exploitation des mines et des forêts, la construction de systèmes d'irrigation, et une option prioritaire sur la création d'une banque nationale et sur toutes futures entreprises liées à des travaux publics comme les routes ou le télégraphe. Ceci souleva l'opposition d'une partie de la classe politique, des fonctionnaires et du clergé et força le shah à démettre son Premier ministre et à annuler la concession.